# Централно-южен регион (Буркина Фасо)
Централно-южният регион (на френски: Centre-Sud) на Буркина Фасо е с площ 11 313 квадратни километра и население 871 927 души (по изчисления за юли 2018 г.). Граничи със съседната на Буркина Фасо държава Гана. Столицата на региона е град Манга, разположен на около 95 километра от столицата на Буркина Фасо Уагадугу. Централно-южният регион е разделен на 3 провинции – Базега, Нахури и Зундеого.